# Вигнанка (Любартівський повіт)
Вигнанка (пол. Wygnanka) — село в Польщі, у гміні Коцьк Любартівського повіту Люблінського воєводства.
Населення — 147 осіб (2011).
У 1975-1998 роках село належало до Люблінського воєводства.

## Демографія
Демографічна структура станом на 31 березня 2011 року:
|          | Загалом | Допрацездатний вік | Працездатний вік | Постпрацездатний вік |
| -------- | ------- | ------------------ | ---------------- | -------------------- |
| Чоловіки | 75      | 21                 | 47               | 7                    |
| Жінки    | 72      | 20                 | 32               | 20                   |
| Разом    | 147     | 41                 | 79               | 27                   |